# TT38
A tumba TT38 está localizado em Xeique Abde Alcurna, parte da necrópole de Tebas, na margem oeste do Nilo, em frente a Luxor.
É o local de sepultamento do oficial egípcio antigo Jesercarasenebe (que era escriba e contador de grãos no celeiro de Amon durante o reinado de Tutemés IV) e sua família.